# Sporting Clube de Braga 2014-2015
Questa voce raccoglie le informazioni riguardanti lo Sporting Clube de Braga nelle competizioni ufficiali della stagione 2014-2015.

## Rosa
| N. |                           | Ruolo | Calciatore         |
| -- | ------------------------- | ----- | ------------------ |
| 1  | Russia (bandiera)         | P     | Stanislav Kritsyuk |
| 2  | Francia (bandiera)        | D     | Vincent Sasso      |
| 3  | Portogallo (bandiera)     | D     | Tiago Gomes        |
| 5  | Costa d'Avorio (bandiera) | D     | Willy Boly         |
| 6  | Portogallo (bandiera)     | D     | André Pinto        |
| 7  | Portogallo (bandiera)     | A     | Salvador Agra      |
| 8  | Brasile (bandiera)        | C     | Luíz Carlos        |
| 10 | Guinea-Bissau (bandiera)  | A     | Sami               |
| 14 | Portogallo (bandiera)     | C     | Rúben Micael       |
| 15 | Brasile (bandiera)        | D     | Baiano             |
| 16 | Brasile (bandiera)        | D     | Djavan             |
| 17 | Portogallo (bandiera)     | A     | Éder               |
| 18 | Portogallo (bandiera)     | C     | Rafa Silva         |
| 19 | Brasile (bandiera)        | C     | Danilo Silva       |

| N. |                       | Ruolo | Calciatore           |
| -- | --------------------- | ----- | -------------------- |
| 20 | Capo Verde (bandiera) | A     | Zé Luís              |
| 22 | Serbia (bandiera)     | D     | Aleksandar Miljković |
| 23 | Portogallo (bandiera) | A     | Pedro Santos         |
| 25 | Portogallo (bandiera) | C     | Pedro Tiba           |
| 26 | Portogallo (bandiera) | D     | Fábio Martins        |
| 28 | Belgio (bandiera)     | C     | Dolly Menga          |
| 30 | Brasile (bandiera)    | A     | Alan                 |
| 32 | Brasile (bandiera)    | P     | Víctor Golas         |
| 33 | Brasile (bandiera)    | D     | Aderlan Santos       |
| 63 | Brasile (bandiera)    | C     | Mauro                |
| 87 | Brasile (bandiera)    | D     | Marcelo Goiano       |
| 90 | Colombia (bandiera)   | A     | Felipe Pardo         |
| 92 | Brasile (bandiera)    | P     | Matheus              |